# Maglód
Maglód é uma cidade da Hungria, situada no condado de Peste. Tem 22,38 km² de área e sua população em 2019 foi estimada em 12.341 habitantes.